# Brutal Planet
Brutal Planet é um álbum de Alice Cooper, lançado em 06 de junho de 2000
Musicalmente, este álbum encontra uma abordagem muito mais escura e mais pesada do que nos álbuns anteriores, com muitas canções que se aproxima, um som do Metal Industrial. Liricamente, é um álbum conceitual que lida com temas como: A Violência doméstica ("Take It Like a Woman"), Prejuízo ("Blow Me a Kiss"), comportamento psicopata ("It's the Little Things"), Guerra ("Pick up the Bones"), Tiroteios em escolas ("Wicked Young Man").  O álbum foi seguido por uma sequela chamado: Dragontown.
Doug Van Pelt: descobriu que as letras tinham comunicado morais bíblicos "de uma forma muito poderosa". Van Pelt afirmou ainda que o argumento final é fornecido na faixa-título, que condena os sistemas de julgamento que o mundo usa.
Além disso, "Blow Me a Kiss" incita o ouvinte a pensar mais profundamente sobre assuntos espirituais.

## Faixas
Todas as canções escritas e compostas por Alice Cooper e Bob Marlette exceto onde indicado. 
| Nº | Título                                            | Compositores                          | Tempo |
| -- | ------------------------------------------------- | ------------------------------------- | ----- |
| 1  | Brutal Planet                                     |                                       | 4:40  |
| 2  | Wicked Young Man                                  |                                       | 3:50  |
| 3  | Sanctuary                                         |                                       | 4:00  |
| 4  | Blow Me a Kiss                                    | Alice Cooper, Bob Marlette, Bob Ezrin | 3:18  |
| 5  | Eat Some More                                     |                                       | 4:36  |
| 6  | Pick Up the Bones                                 |                                       | 5:14  |
| 7  | Pessi-Mystic                                      | Cooper, Marlette, Brian Nelson        | 4:56  |
| 8  | Gimme                                             |                                       | 4:46  |
| 9  | It's the Little Things                            |                                       | 4:11  |
| 10 | Take It Like a Woman                              |                                       | 4:12  |
| 11 | Cold Machines                                     |                                       | 4:14  |
| 12 | Can't Sleep, Clowns Will Eat Me (Edição Japonesa) |                                       | 4:09  |

### Edição 2001 Tour Bônus Tracks
| Nº | Título                        | Compositores                        | Tempo |
| -- | ----------------------------- | ----------------------------------- | ----- |
| 12 | It's the Little Things (Live) |                                     | 5:19  |
| 13 | Wicked Young Man (Live)       |                                     | 3:32  |
| 14 | Poison (Live)                 | Cooper, Desmond Child, John McCurry | 4:52  |
| 15 | My Generation (Live)          | Pete Townshend                      | 1:32  |
| 16 | Total Rock Rockumentary       |                                     | 35:48 |